# Waha
Pour les articles homonymes, voir Waha (homonymie).
Waha (en wallon Wahå) est une section de la ville belge de Marche-en-Famenne située en région wallonne dans la province de Luxembourg.
C'était une commune à part entière avant la fusion des communes de 1977. Le village est situé à quelques kilomètres au sud de Marche.

## Étymologie
Le nom de Waha trouve son origine dans le germanique « [chez] Wachart » ou simplement le nom Wadohard.

## Démographie
- Source: INS Recensements population

## Histoire
À la période gallo-romaine, la chaussée de Rochefort passe entre Marche et Waha, c'est cette voie qu'emprunte la première évangélisation aux VIIe et VIIIe siècles. À 100 mètres environ de l'église actuelle, on construit un premier oratoire dédié à saint Martin.
Au Xe siècle, le domaine seigneurial appartient au comte Immon. Cette famille veut se doter d'une église, une bâtisse est transformée et consacrée en 1050 par Théoduin, évêque de Liège.
La seigneurie hautaine de Waha, donnée en 1226 à l'abbaye de Saint-Hubert par Lambert de Waha, appartient à l'abbaye jusqu'en 1608, puis est rétrocédée à la famille de Waha.
Pendant la campagne des 18 jours (Seconde Guerre mondiale), Waha est prise le 11 mai 1940 par les Allemands de la 7e Panzerdivision (du XV. Armee-Korps (mot.) qui a pour objectif de traverser la Meuse au niveau de Dinant).

## Patrimoine et culture

### Patrimoine architectural
- Le château de Waha date du XVIe siècle.
- L'église Saint-Étienne, datant de 1050, est construite dans le plus pur style roman, c'est la plus ancienne église romane de Belgique[4]. On appréciera ses lignes simples, ses arrondis, son sol en pierre bleue. À l'intérieur subsiste la pierre dédicatoire qui commémore la consécration de l'église en 1050.
- On peut aussi admirer plusieurs statues du « maître de Waha[5] », artiste du début du XVIe siècle dont on ignore l'identité, ainsi qu'un reliquaire de Saint Étienne qui est une petite châsse. Les vitraux du chœur sont de Louis-Marie Londot ; ils datent des années 1950.
- Les autres vitraux de l'église sont des œuvres de Jean-Michel Folon et ont été réalisés en 2004-2005, peu de temps avant sa mort. Ils retracent la vie de Saint Étienne. Sa tour du XIIe siècle est surmontée d'un clocher du XVIe siècle dont les pans carrés se superposent. L'intérieur, sobre, aux piliers massifs, conserve d'intéressants objets d'art. Sous le porche se remarquent plusieurs pierres tombales. Au-dessus de l'arc triomphal, calvaire de la fin de l'époque gothique (XVIe siècle). Dans le bas-côté droit, fonts baptismaux (1590) portant quatre têtes sculptées. Près de l'entrée du chœur se trouve, scellé à la paroi d'un des piliers, la pierre dédicatoire de l'église, de 1050. Une vitrine renferme des reliquaires, des livres et missels anciens, des chasubles. L'église contient également des statues d'art populaire : Saint Nicolas (XVe siècle), Sainte Barbe (XVIe siècle) et Saint Roch, en bois polychrome (XVIIe siècle).
- La ferme des Blancs Curés, d'origine du XVIe siècle.

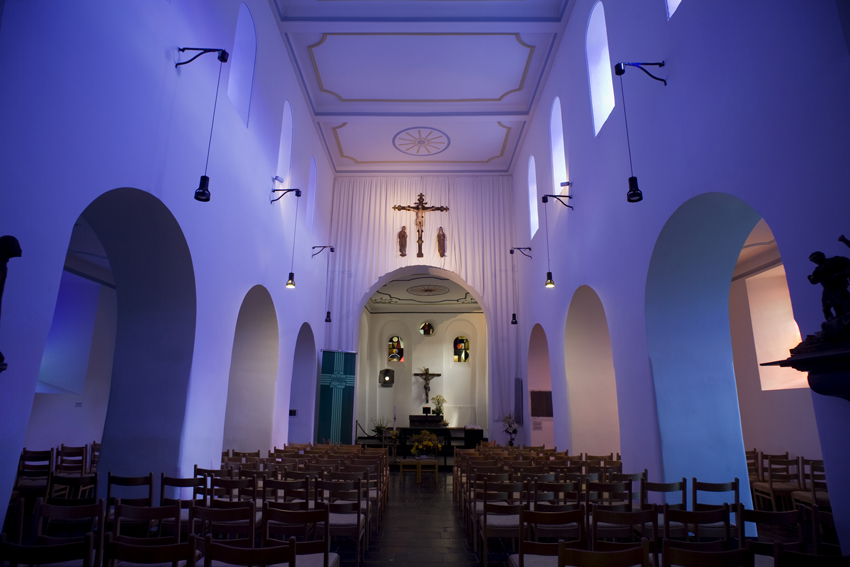
Intérieur de l'église Saint-Étienne.
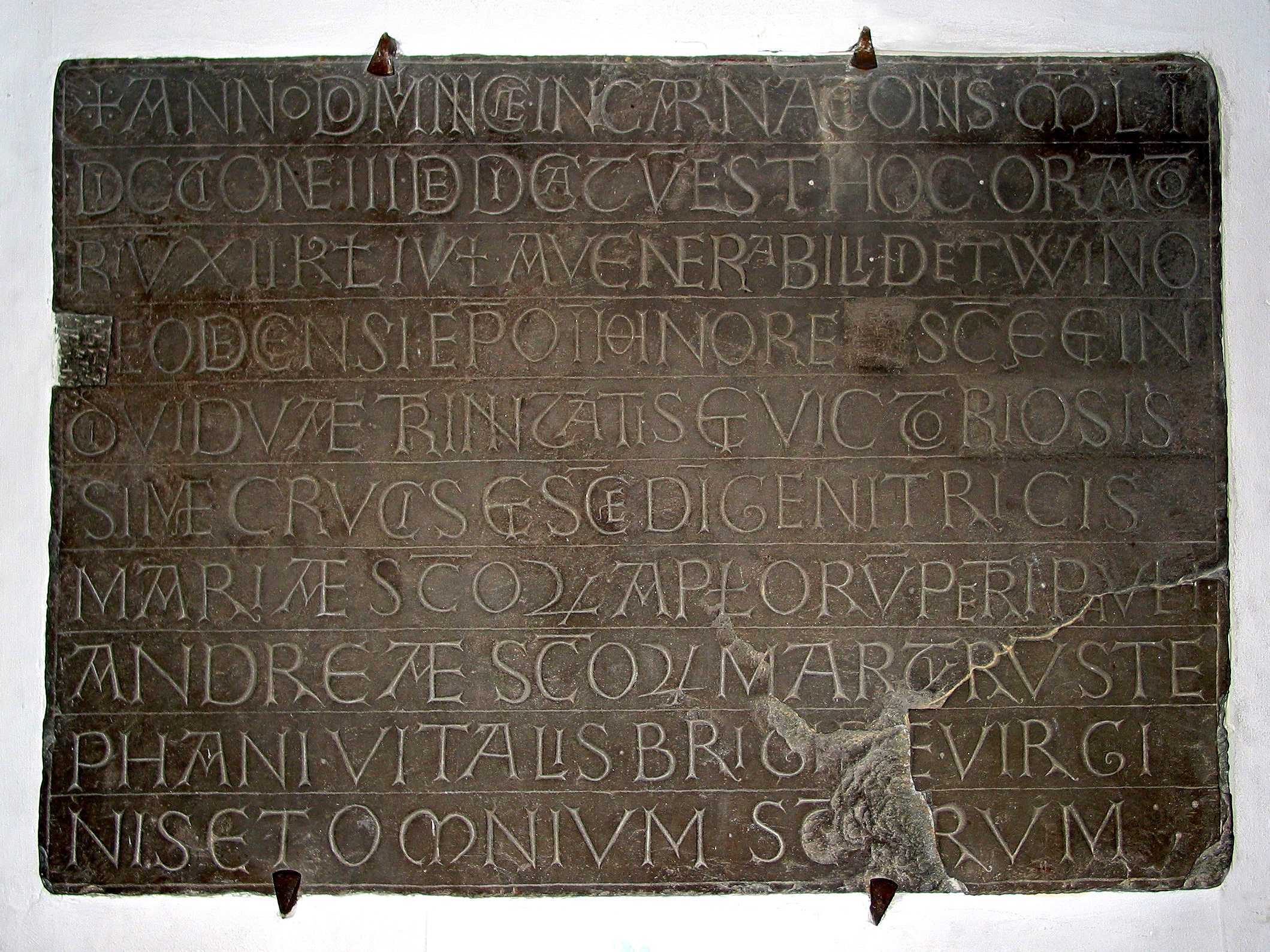
Pierre dédicataire de 1050.
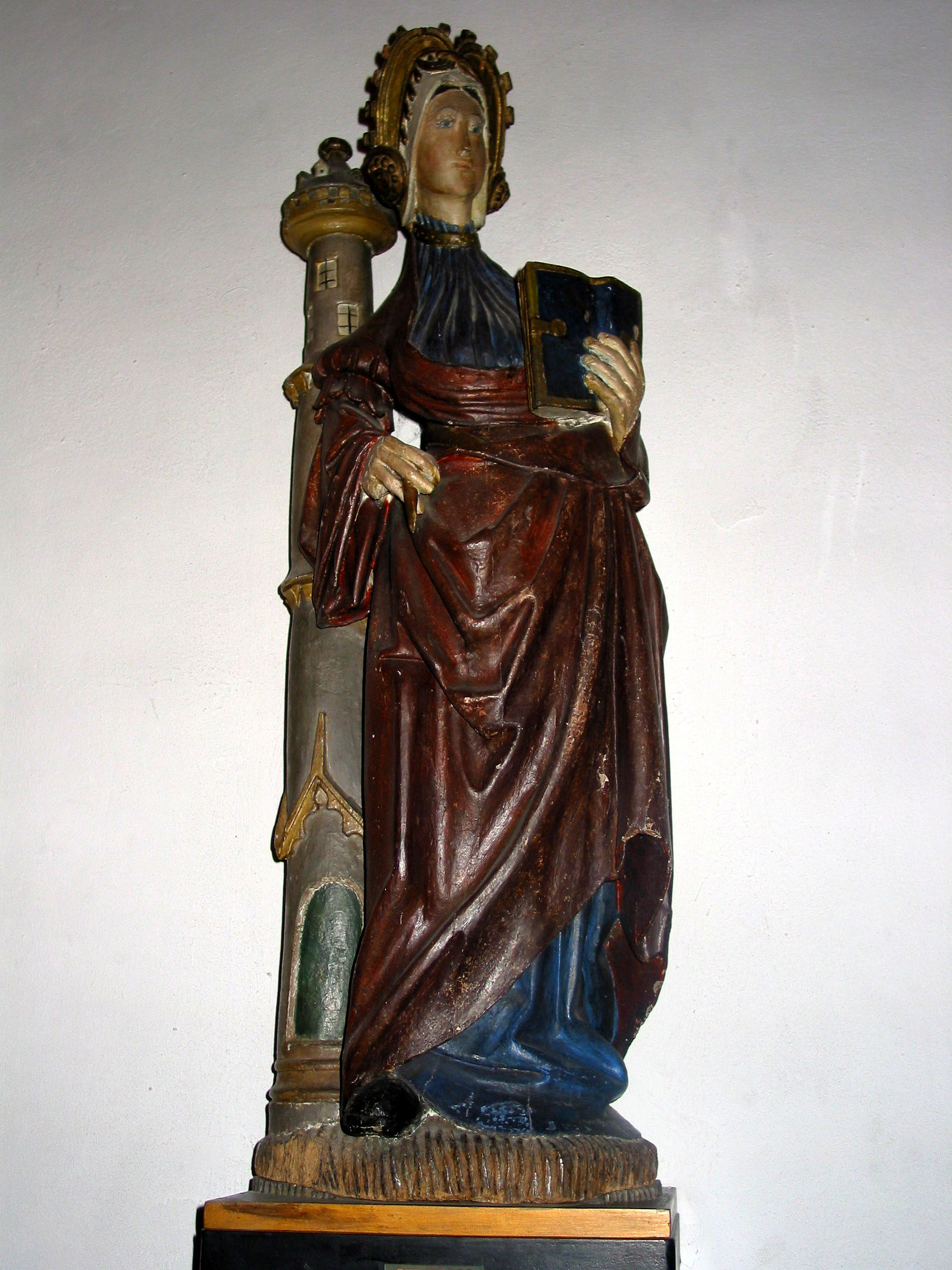
Statue de sainte Barbe (XVIe siècle).
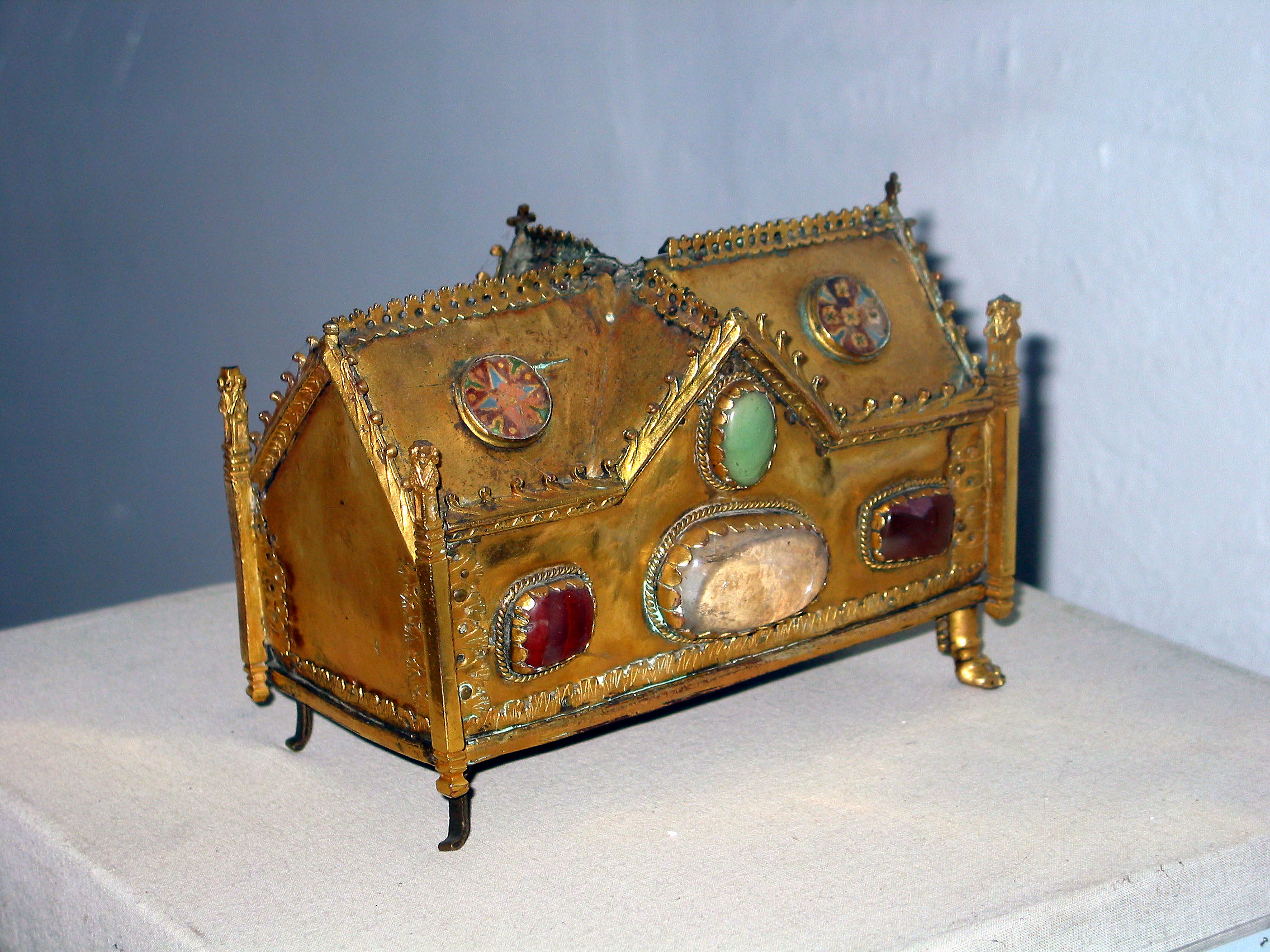
Le reliquaire de saint Étienne.
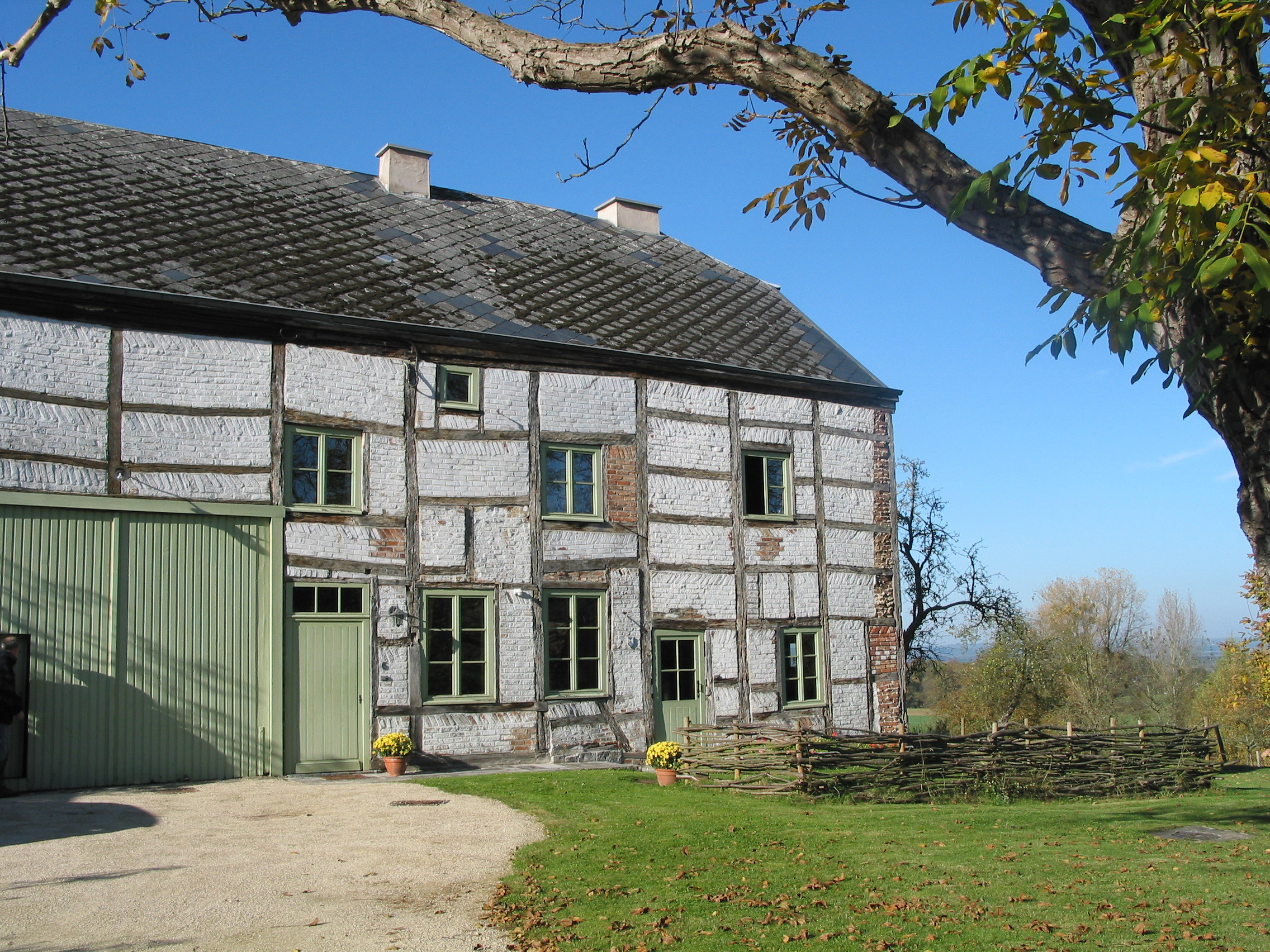
Ancienne ferme à colombage (XVIIIe siècle).

## Enseignement
Il y a au centre du village une école communale de la prés maternelle a la 6e primaire.

## Personnalités liées à la commune
- Les barons de Waha[6].